# لا أحد (صراع العروش)
لا أحد (بالإنجليزية: No One)‏ هي الحلقة الثامنة من الموسم السادس من سلسلة صراع العروش، و الحلقة رقم 58 عموما. وقد كتب الحلقة كلا من ديفيد بينيوف، دي. بي. وايس وأخرجها مارك ميلود.
تلقت الحلقة انتقادات إيجابية من النقاد، الذين أشادوا بطريقة سرد ختام قصة آريا مع الرجال مجهولي الهوية، ومخطط جايمي لاستعادة ريفررن كنقاط عالية في الحلقة، ولكن تلقت الحلقة بعض الانتقادات من بعض النقاد أنها لم تكن في المستوى المطلوب.

## الصعوبات
تطلب تصوير مشهد المطاردة بين آريا وهي تجري وتجري وراءها اللقيطة من المعبد مايقارب الشهر من الممارسة في بلفاست للحصول على الإيقاع المتقن للمطاردة. في الولايات المتحدة، حققت الحلقة نسبة مشاهدة 7.60 مليون في البث الأولي
. وقد تم اختيار الحلقة كي تدعم ترشيح كلا من مايسي ويليامز و بيتر دنكليج لجوائز إيمي ال68.

## ملخص الحلقة
في كينغز لاندينغ، يُعلِن الملك (تومين) عن إلغائِه المُحاكمة عن طريق القتال وأن الجميع سيُحاكمون أمام الكهنة، مما يضع سيرسي في موقفٍ حرج. تصل (بريان) إلى ريفررن وتُحاوِل إقناع (السمكة السوداء) بالاستسلام، ولكنها تفشل في ذلك؛ فيقوم (جايمي) بتهديد (إدميرو) بقتل ابنه، فيستسلم ويدخل القلعة ويأمُر جنودَه بالتراجُع ويُقتَل (السمكة السوداء) على يد جنود (اللانستر) وتتمكن (بريان) من الهرب. وفي مكانٍ ما في الغابات، يلتقي (ساندرو) مجدداً مع أخوية بلا راية الذين يَدعونَه للانضمام معهم، يُفكّر (ساندرو) بالأمر ولكنّه لا يُعطي جواباً. وفي القارّة الأخرى عبر البحر الضيّق، يُغادِر (فارس) مدينة ميرين في مهمة غير معروفة، بعدها تُهاجَم المدينة من قِبَل المدن المُستعبدة وذلك تزامناً مع وصول (دنيرس) على متن تنينها. وتتوجّه (آريا) إلى السيّدة (كرين) المُمثلة في المسرح، وتقوم تلك الأخيرة بتطبيب جراحها، ومع حلول الصباح تقدِم الفتاة المُشرّدة وتقتل (كرين) وتُلاحق (آريا) في شوارع برافوس، فتقودها إلى مخبأها المُظلم، وتقوم بقتلها هناك وتأخذها لبيت الأبيض والأسود وتُعلِن أمام (جاكن هغار) أنها (آريا ستارك).

## نسب المشاهدة
| الموسم | الموسم | رقم الحلقة | رقم الحلقة | رقم الحلقة | رقم الحلقة | رقم الحلقة | رقم الحلقة | رقم الحلقة | رقم الحلقة | رقم الحلقة | رقم الحلقة | المتوسط |
| الموسم | الموسم | 1          | 2          | 3          | 4          | 5          | 6          | 7          | 8          | 9          | 10         | المتوسط |
| ------ | ------ | ---------- | ---------- | ---------- | ---------- | ---------- | ---------- | ---------- | ---------- | ---------- | ---------- | ------- |
|        | 1      | 2.22       | 2.20       | 2.44       | 2.45       | 2.58       | 2.44       | 2.40       | 2.72       | 2.66       | 3.04       | 2.52    |
|        | 2      | 3.86       | 3.76       | 3.77       | 3.65       | 3.90       | 3.88       | 3.69       | 3.86       | 3.38       | 4.20       | 3.80    |
|        | 3      | 4.37       | 4.27       | 4.72       | 4.87       | 5.35       | 5.50       | 4.84       | 5.13       | 5.22       | 5.39       | 4.97    |
|        | 4      | 6.64       | 6.31       | 6.59       | 6.95       | 7.16       | 6.40       | 7.20       | 7.17       | 6.95       | 7.09       | 6.84    |
|        | 5      | 8.00       | 6.81       | 6.71       | 6.82       | 6.56       | 6.24       | 5.40       | 7.01       | 7.14       | 8.11       | 6.88    |
|        | 6      | 7.94       | 7.29       | 7.28       | 7.82       | 7.89       | 6.71       | 7.80       | 7.60       | 7.66       | 8.89       | 7.69    |
|        | 7      | 10.11      | 9.27       | 9.25       | 10.17      | 10.72      | 10.24      | 12.07      | غ/م        | غ/م        | غ/م        | 10.26   |
|        | 8      | 11.76      | 10.29      | 12.02      | 11.80      | 12.48      | 13.61      | غ/م        | غ/م        | غ/م        | غ/م        | 11.99   |

## روابط خارجية
- لا أحد على موقع IMDb (الإنجليزية)
- لا أحد على موقع ميتاكريتيك (الإنجليزية)
- لا أحد على موقع روتن توميتوز (الإنجليزية)
- لا أحد على موقع أول موفي (الإنجليزية)